# Schlacht um Miljevci

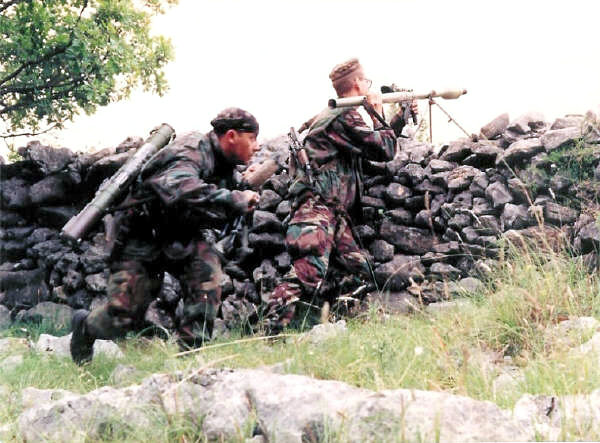
Kroatische Soldaten

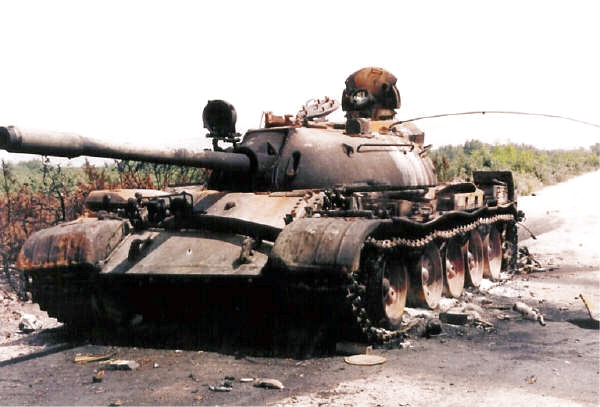
Serbisches Panzerwrack

Bei der Schlacht um Miljevci griff die kroatische Armee am 21. Juni 1992 im Zuge des Kroatienkrieges vor den Augen der Truppen der UNPROFOR-Einheiten der sogenannten Republik Serbische Krajina in Miljevci an.
Bei dem Angriff kamen 40 serbische Soldaten ums Leben. Viele Menschen wurden verwundet. Die kroatischen Soldaten nahmen einige serbische Soldaten gefangen und marschierten auch in das nahegelegene Dorf Nos Kalik ein. Das Dorf wurde vollständig zerstört. Ein Zivilist wurde getötet, die restlichen wurden auf den Inseln Prvić und Obonjan nahe Šibenik inhaftiert.

## UN Reaktionen
Der Generalsekretär der Vereinten Nationen, Boutros Boutros-Ghali, informierte die Abgeordneten des UN-Sicherheitsrates:
„On June 21, the Croatian army attacked positions of the Serbian Territorial Defense on the Miljevci Plateau near Drniš in the pink zone, south of the sector South and advanced several kilometers. The advance of the Croatian army was planned under the command of two brigades, and was the second in the same month. Both represent the breaking of the Sarajevo agreement of June 2, 1992. In response to this, both UNPROFOR and the EC Observation Mission filed a protest asking the Croatian army to withdraw to the previous lines.“
Der Sicherheitsrat der Vereinten Nationen verabschiedete die Resolution Nr. 762. Die kroatische Armee weigerte sich jedoch zu unterzeichnen.